# Fehér István (színművész)
Fehér István (Hatvan, 1962. május 21. –) magyar színész.

## Életpályája
Hatvanban született, 1962. május 21-én. 

„Óvodás koromtól nagyon érdekeltek a versek. Még az első költeményt is tudom, amit középső csoportosként mondtam el, de ennek már bizony nagyon hosszú ideje. Tulajdonképpen más nem érdekelt. Miután elvégeztem a szakközépiskolát, Rékasi Karcsi barátom megkérdezte tőlem, hogy mi legyen a foglalkozása. Mondtam, hogy legyen színész, és utána rájöttem, hogy milyen jó ötletet adtam: akkor az leszek én is.   …Az Országos Vasutas Fesztiválon léptünk fel egy barátommal, a zsűriben pedig ott ült Gali László, aki akkor keresett művészeket a sok-sok év után újra megalakuló Gárdonyi Géza Színházba. Fiatalként, alternatív színházi múlttal hívtak Kaposvárra, de sokkal izgalmasabbnak találtam egy induló egri társulatnál dolgozni, mint egy befutott színháznál. így május 31-én, pont a születésnapomon állapodtunk meg Gáli Lászlóval, hogy Egerbe jövök”

Az egri Gárdonyi Géza Színház alapító tagja, itt kezdte pályáját 1987-ben és azóta a társulat színművésze. Leginkább karakter szerepek megformálója. Játszik az Egri Pinceszínházban is.

„Az első nézőtéri élményemre határozottan emlékszem. Beültem egy előadásra, és láttam, hogy két sorral előttem összesúgnak ketten: „itt van az az amatőr rendező”. Akkoriban topon volt a Lila gépjármű nevű csoportom, de azóta is számos színjátszó csapattal dolgoztam, s dolgozom ma is. Ismerem, szeretem a várost, bár tudom, sokszor „mozdíthatatlan”. A férfikoromat jelenti Eger, itt lett családom. Feleségem Eszter, aki színjátszóm volt, s élveztem, hogy jól nevelte három fiamat: Gazsit, Marcit és Simít.”

## Fontosabb színházi szerepei
- William Shakespeare: Vízkereszt, vagy amit akartok... Antonio
- William Shakespeare: Tévedések vígjátéka... Baltazár
- William Shakespeare: Rómeó és Júlia... Patikárius
- William Shakespeare: Hamlet... Rosencrantz; Pap
- William Shakespeare: A tél meséje... Béres (az Öreg Pásztornál)
- Carlo Goldoni: A kávéház... Rendőrparancsnok
- Szophoklész: Oidipusz... Hírnök; Thébai kar tagja
- Frank Wedekind: A tavasz ébredése... Dr. Von Ritzinus
- Peter Shaffer: Equus... Harry Dalton (istállótulajdonos és lovas)
- Anton Pavlovics Csehov – Michael Frayn: Vadméz... Vasziljev, szolga
- Mihail Afanaszjevics Bulgakov: A Mester és Margarita... Egy Úr, a Varietéből
- Alan Alexander Milne: Micimackó... Füles; Bagoly
- Hans Christian Andersen: A Hókirálynő... Zimankó
- L. Frank Baum: Óz, a nagy varázsló... Henry bácsi; Kulcsár
- Tennessee Williams: A tetovált rózsa... Az orvos
- George Bernard Shaw: Szent Johanna... Jean D’Estivet (a bayeux-i káptalan kanonokja, az ügyész)
- Friedrich Dürrenmatt: Az öreg hölgy látogatása... Michon (államtitkár)
- Gabriel García Márquez: Száz év magány... A tiszt
- Michael Frayn: Vadméz... Vasziljev, szolga
- Jókai Mór: A kőszívű ember fiai... Csizmadia
- Jókai Mór: Az aranyember... Galambos, halász
- Csiky Gergely: Buborékok... András, inas Rábaynál
- Móricz Zsigmond – Kocsák Tibor – Miklós Tibor: Légy jó mindhalálig... István bácsi (pedellus)
- László Miklós: Illatszertár... Rendőr
- Gárdonyi Géza: Annuska... Holdován
- Molnár Ferenc: A Pál utcai fiúk... Wendauer
- Örkény István: Kulcskeresők... A bolyongó
- Örkény István: Tóték... A lajt tulajdonosa
- Sütő András: Egy lócsiszár virágvasárnapja... Eibenmeyer ügyész
- Háy Gyula: Mohács... Trepka, udvarmester
- Fekete Sándor: Lenkey tábornok - a tizenegyedik aradi vértanú... Doktor Frank, egyetemi professzor
- Gál Elemér: Héthavas gyermekei... Beke, főtáltos
- Kornis Mihály: Halleluja... Utálatosellátó; Ferenci, Lebovics főnöke
- Kerényi Imre – Balogh Elemér: Csíksomlyói passió... Jakab; Jobb lator; Dismas
- Moravetz Levente – Balásy Szabolcs – Horváth Krisztián: A fejedelem... István
- Márton László: A törött nádszál... Hasszán, török követ
- Márton László: Az állhatatlan... Süveg Albert, szebeni királybíró
- Márton László: A nagyratörő... Süveg Albert, szebeni királybíró
- Hans Christian Andersen – Jevgenyij Lvovics Svarc: Hókirálynő... Zimankó
- Szamuil Marsak: Tizenkét hónap... Január
- Nemes Nagy Ágnes: Bors néni... Vizimolnár
- Jékely Zoltán – Kocsár Miklós: Mátyás király juhásza... Burkus király
- Csukás István – Bergendy István: Süsü, a sárkány... Kancellár
- Magyar Elemér: Keresd a nagypapát!... Rendőr 1; Felügyelő
- Grimm fivérek – Szőke Andrea: Rigócsőr királyfi... Hektikusz király, Rozella apja
- Szőke Andrea: Mesék a fiókból... Illuszter, a golyóstoll papa
- Szőke Andrea: Forró vizet a kopaszra... Melék, a farkasfalka másik tagja
- Fésűs Éva: A palacsintás király... Ákombákom, az udvari varázsló
- Eisemann Mihály – Zágon István: Fekete Péter... Michon (államtitkár)
- Kacsóh Pongrác: János vitéz... Bartolo, Udvari tudós
- Huszka Jenő: Lili bárónő... Kondor (uzsorás)
- Huszka Jenő: Gül Baba... Zülfikár
- Kálmán Imre: Csárdáskirálynő... Lazarovics, földbirtokos
- Kálmán Imre: Montmartre-i ibolya... Színigazgató
- Lehár Ferenc: Luxemburg grófja... Hoteligazgató; Bíró I.
- Kellér Dezső – Szilágyi László – Harmath Imre – Ábrahám Pál: 3:1 a szerelem javára... Titkár
- Ábrahám Pál: Bál a Savoyban... Riporter
- Horváth Péter - Presser Gábor - Sztevanovity Dusán: A padlás... Detektív
- Gádor Béla – Böhm György – Korcsmáros György: Othelló Gyulaházán... Fadi úr, a büfés
- Déry Tibor – Pós Sándor – Presser Gábor – Adamis Anna: Képzelt riport egy amerikai pop fesztiválról... Marianne férje
- Andrew Lloyd Webber – Tim Rice: József és a színes, szélesvásznú álomkabát... Dan
- Csíksomlyói passió... Jobb lator; Dismas; Jakab
- Vajda Katalin: Legyetek jók, ha tudtok... Parancsnok
- Lionel Bart: Oliver... Pék
- Dale Wasserman – Mitch Leigh – Joe Darion: La Mancha lovagja... Az inkvizíció századosa

## Filmek, tv
- Örkény István: Tóték (színházi előadás tv-felvétele)